# Jess Harnell

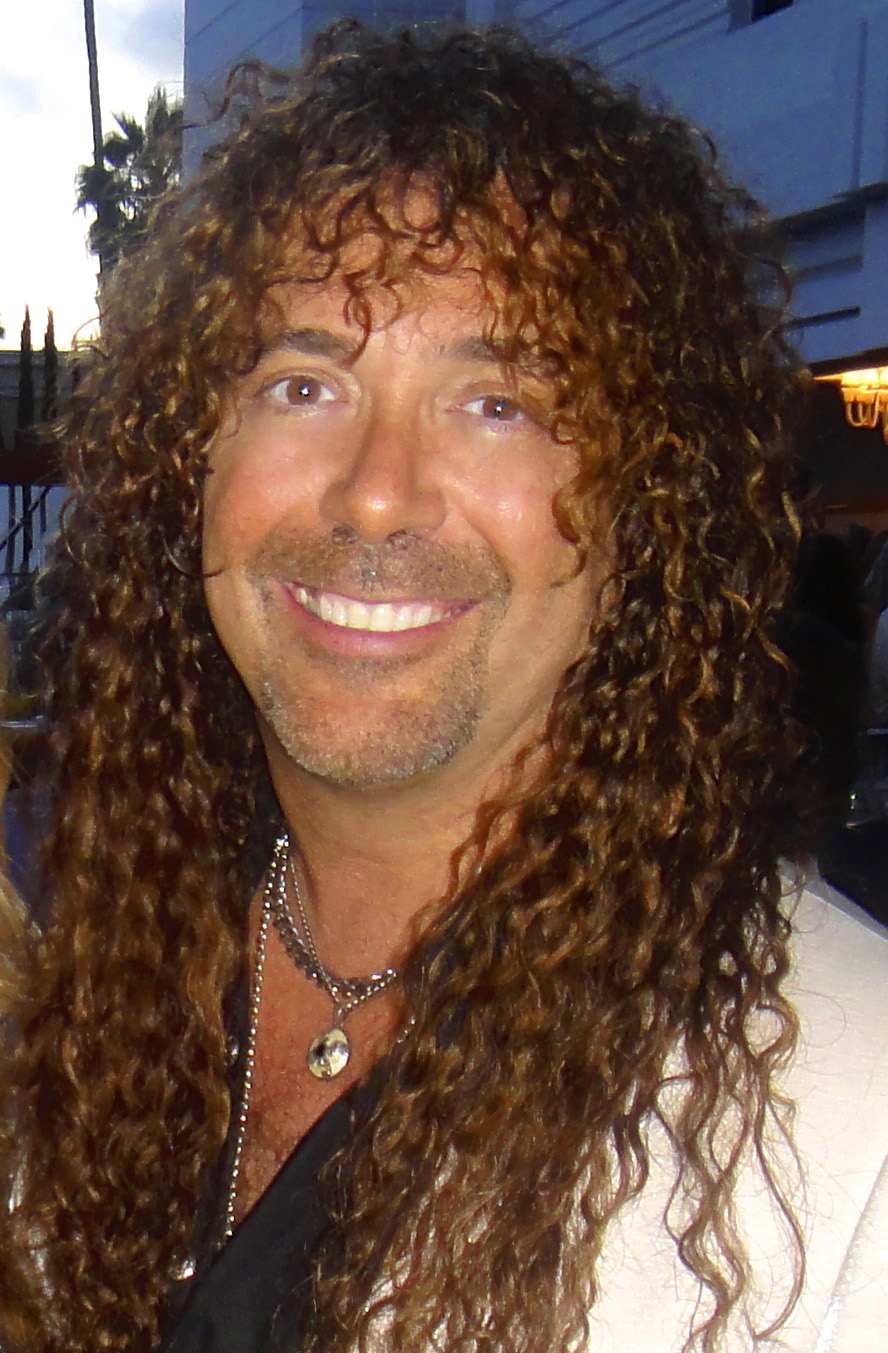
Jess Harnell (2013)

Jess Harnell (* 23. Dezember 1963 in Englewood, New Jersey) ist ein amerikanischer Synchronsprecher, Schauspieler und Sänger.

## Leben
Jess Harnell wuchs als Sohn des Jazz-Komponisten Joe Harnell in Teaneck, New Jersey auf. Sein Bruder ist der Jazz-Schlagzeuger Jason Harnell. Als Kind zog er mit seinem Vater nach Philadelphia, da sein Vater als musikalischer Leiter von The Mike Douglas Show verpflichtet wurde. Mit elf Jahren kam er nach Los Angeles, wo er bis heute wohnt.
Als Kind interessierten ihn Zeichentrickfilme und er begann sich schon früh für die Synchronisation zu interessieren. Er begann Stimmen zu imitieren und lernte als erstes David Cassidy, einen der Stars aus Die Partridge Familie imitieren, später konnte er alle vier Beatles. Sein Vater unterstützte ihn und nahm ihn mit zu einem Voice over.
Zunächst wollte er jedoch Rock-Sänger werden und begann 1987 als Studiosänger. Ab 1991 begann er zu synchronisieren. Zunächst hatte er kleinere Auftritte bei Serien wie Throb, Darkwing Duck und Teenage Mutant Hero Turtles. Außerdem sprach er für eine Achterbahn die Stimme von Roger Rabbit ein.
Sein erstes längerfristiges Engagement hatte er für die Zeichentrickserie Animaniacs. Dort sprach er Wakko, einen der Hauptcharaktere. Die Stimme entwickelte er aus der John-Lennon-Imitation, die er auf Grund des jugendlichen Alters des Protagonisten höher ansetzte, so als ob Lennon Helium eingeatmet hätte. Die Rolle machte ihn im Filmgeschäft bekannt. Seitdem hat er bei zahlreichen Zeichentrickserien und Kinofilmen Figuren gesprochen. Für Pet Alien erhielt er eine Daytime-Emmy-Nominierung. Als einer der Sprecher des Films Ralph reichts erhielt er einen BTVA Feature Film Voice Acting Award.
Jess Harnell war außerdem Frontmann der Band Loud & Clear und dem Nachfolger, der fiktiven Rockgruppe Rock Sugar, die für ihre Mashups von Pop und Metal-Stücken bekannt ist.

## Diskografie

### Soloalben
- 1995: The Sound of Your Voice (Eigenproduktion)

### Mit Loud & Clear
- 1997: Loud and Clear (Eigenproduktion, 2007 auf CD)
- 2003: Disc-Connected (MTM Records)
- 2008: Festival of Fire (Track records)

### Mit Rock Sugar
- 2010: Reimaginator (Eigenproduktion)